# Becky Bayless
Rebecca Treston (New York, 3 februari 1982), beter bekend als Rebecca "Becky" Bayless, is een Amerikaans professioneel worstelaarster. Ze was, onder haar worstelnaam Cookie, bekend in de Total Nonstop Action Wrestling.

## In worstelen
- Finishers
  -  Inverted double underhook facebuster

- Signature moves
  - Tornado DDT
  - Jawbreaker
  - Arm wrench inside cradle
  - STF

- Worstelaars gemanaged

| - Mike Kruel - Dirty Rotten Scoundralz - Deranged - Nate Webb - Rhino - Kid Kash - Eddie Guapo - Paul E. Normous - Sal Rinauro - Larry Zbyszko | - Special K - Mikey Whipwreck - The YRR - Bobcat - Billy Reil - Knightlife - Joey Mercury - Kevin Matthews - Sabu - Danny DeManto | - Jimmy Jacobs - Sal Fierro - Matt Striker - Boogie Knights - Reckless Youth - Simon Diamond - Johnny Swinger - Alicia - Angel Williams - Robbie E |

## Prestaties

### Beauty pageant
- Miss USA
  - Miss USA Pro Beauty Contest Winner (1 keer)

### Professioneel worstelen
- Pro Wrestling Illustrated
  - PWI rangeerde haar # 37 van de beste 50 vrouwelijke singles worstelaars in de PWI Female 50 in 2008.

- Andere titels
  - TWE Texas Ladies Championship (1 keer)